# ويليام لويس مودي جونيور
ويليام لويس مودي جونيور (بالإنجليزية: William Lewis Moody, Jr.)‏ هو مصرفي أمريكي، ولد في 25 يناير 1865 في فيرفيلد في الولايات المتحدة، وتوفي في 21 يوليو 1954 في غالفستون في الولايات المتحدة.

## معرض صور

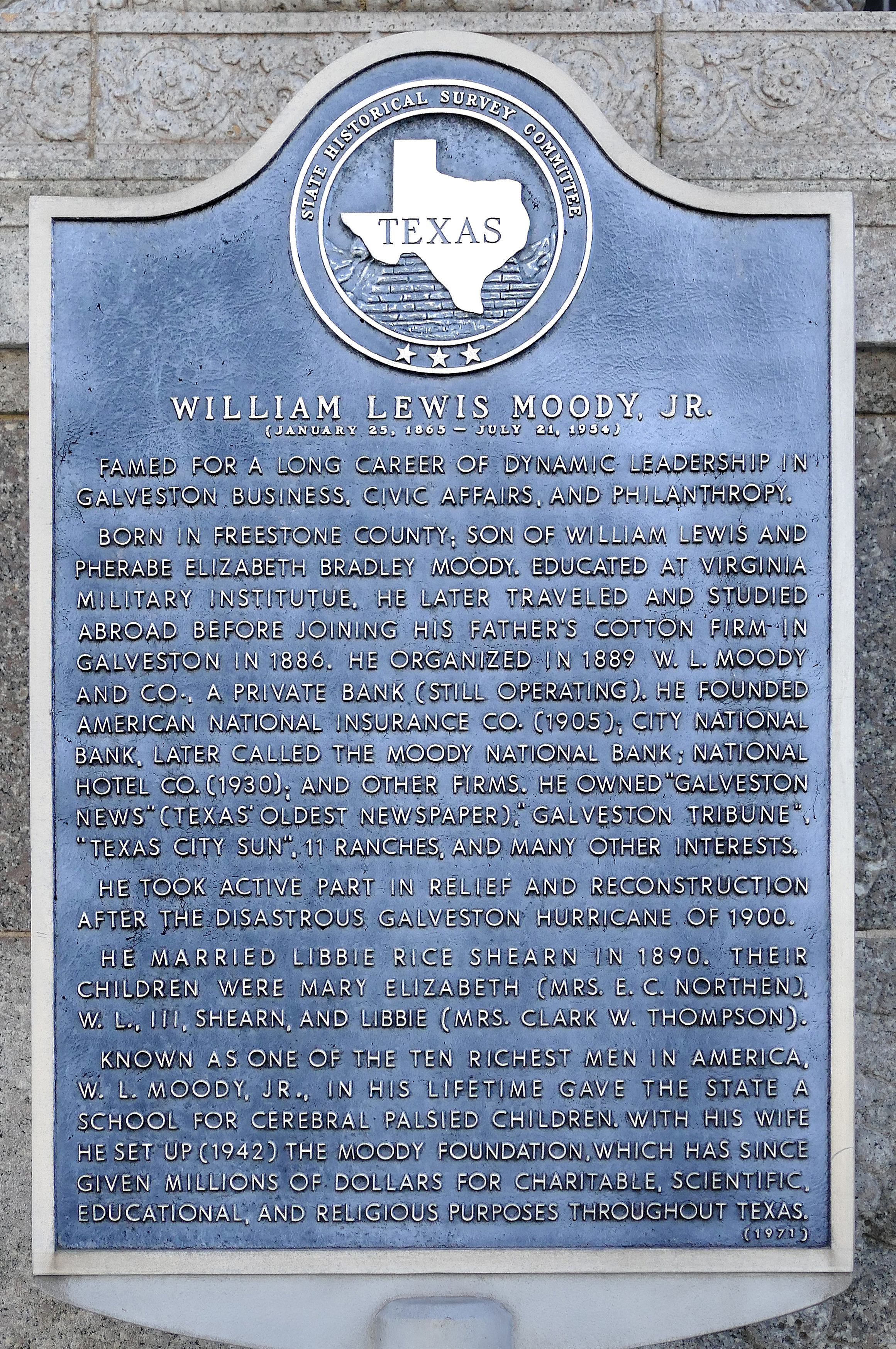
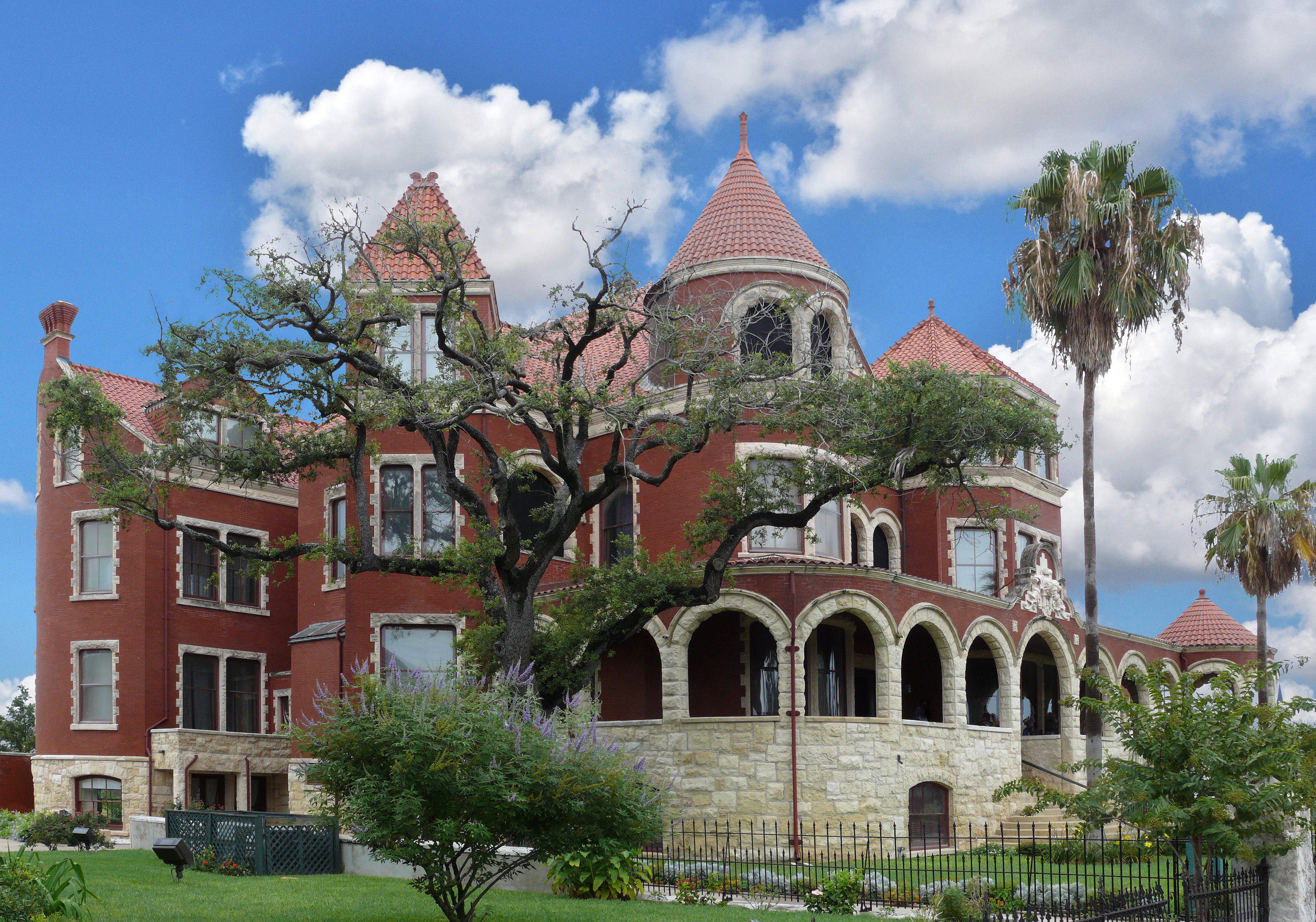
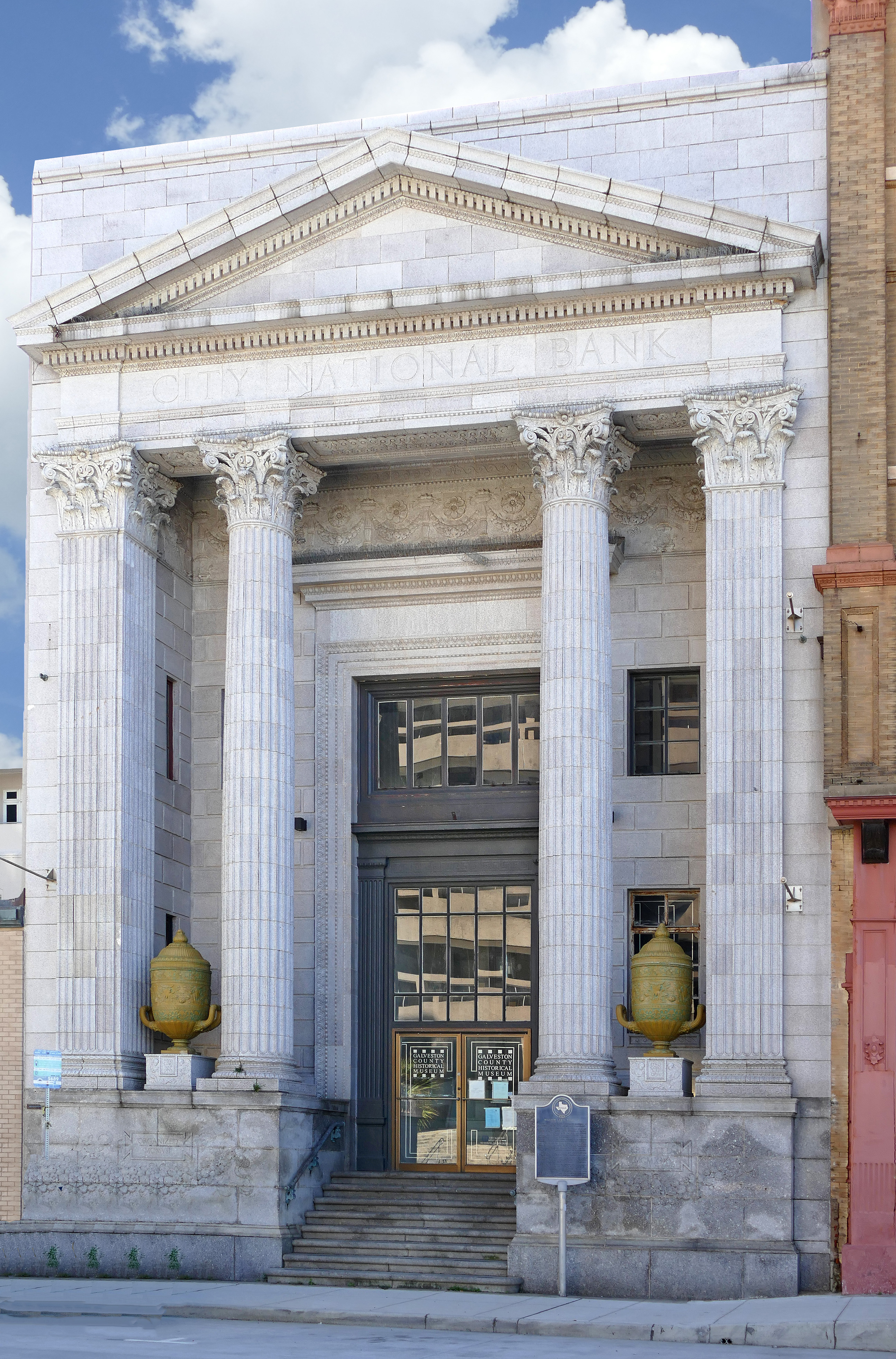